# Bojan Dubajić
Bojan Dubajić (in serbo Бојан Дубајић?; Novi Sad, 1º settembre 1990) è un ex calciatore serbo, di ruolo attaccante.

## Palmarès

### Club

#### Competizioni nazionali
- Coppa di Bielorussia: 1

BATĖ Borisov: 2019-2020